# Питчинг

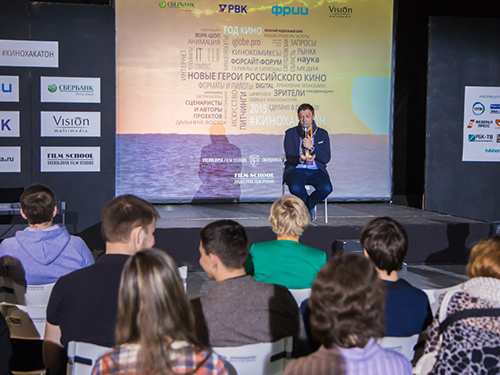
Защита кинопроекта на питчинге

Пи́тчинг (англ. pitch — выставлять на продажу) — устная или визуальная презентация кинопроекта с целью нахождения инвесторов, готовых финансировать этот проект.
Идею фильма или сериала обычно защищает сценарист, режиссёр, продюсер или представитель студии.
Pitch является сокращением от англ. sales pitch (торговая презентация), что является одной из техник продаж.
Питчинг используется на разных стадиях кинопроизводства от кастинга до дистрибуции. Для потенциального инвестора собирается пакет с информацией о проекте, такой как синопсис сценария и бюджет. Кроме этого могут сниматься независимые питчинг-трейлеры, чтобы лучше визуализировать задумку авторов и показать серьёзность их намерений.
Материалы к питчингу готовятся на основе литературного сценария и раскадровки. Например, Джеф Марш и Дэн Повенмайр, авторы идеи мультсериала «Финес и Ферб» пришли на студию The Walt Disney Company с раскадровкой, которую представили в виде аниматика из последовательности рисунков со звуковыми эффектами, озвучкой и закадровым голосом. После чего получили одобрение на создание мультфильма.
Телевизионные питчинги могут проводиться телеканалами или продюсерскими компаниями. Некоторые каналы предлагают участникам питчинга внедрять в их идеи определённых персонажей для поднятия рейтингов.

## История

### В мире

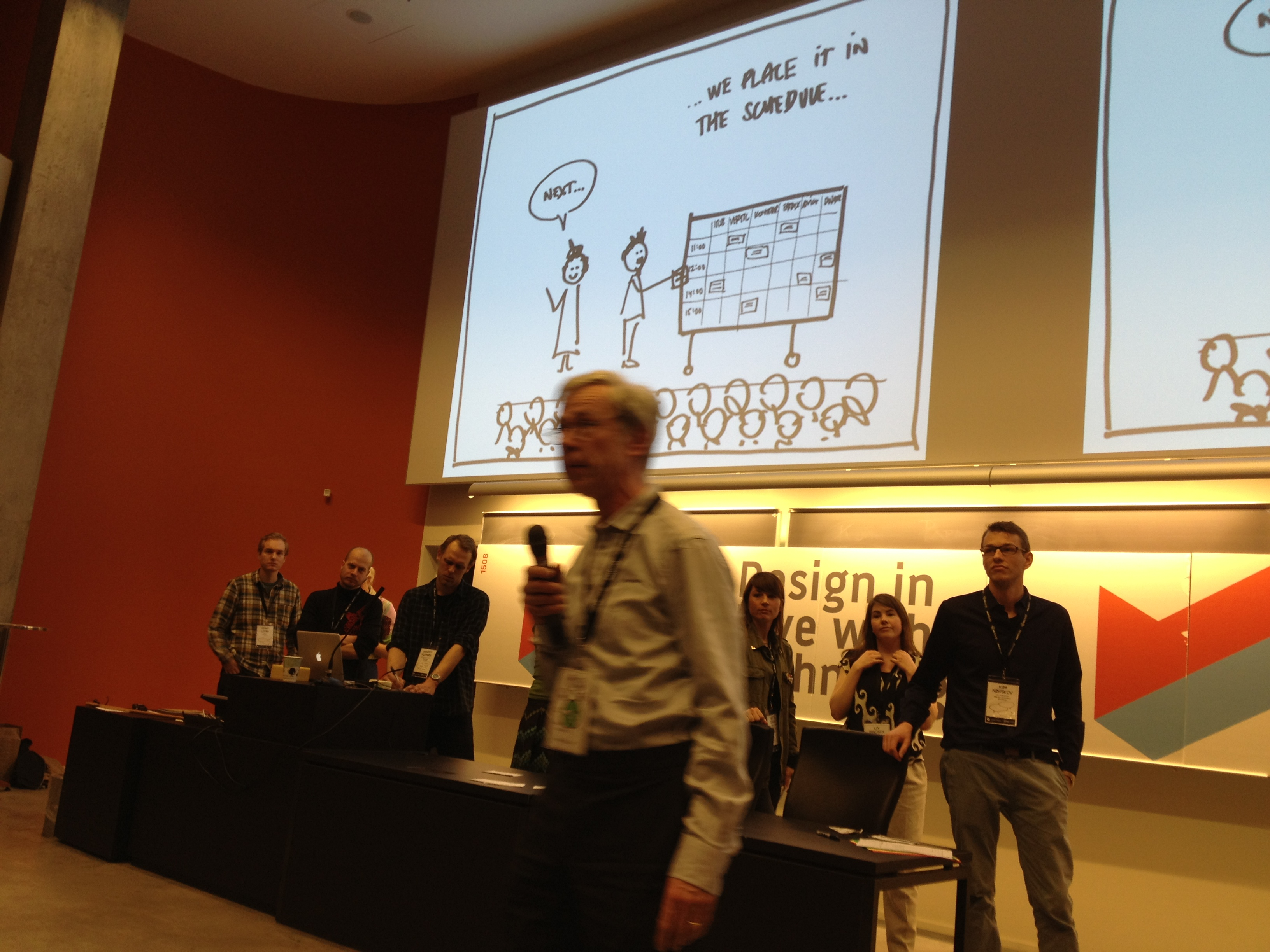
Выступление на питчинге

Сейчас питчинг в Европе является индустриальным инструментом для совместного производства, на фестивалях является одним из средств поиска зарубежных партнёров.
В США питчинг — это в первую очередь презентация идеи сценариста перед голливудскими продюсерами.

### В России
Впервые в России продюсерский питчинг состоялся в 2007 году в рамках фестиваля «Кинотавр».
С 2011 года питчинг документальных проектов проходит на фестивале «Артдокфест». Также питчинги с участием сценаристов, продюсеров и режиссёров, проходят во ВГИК на ВКСР[прояснить]. В июне 2013 года питчинг в рамках 35-го Международного Московского Кинофестиваля провёл Молодёжный центр Союза Кинематографистов России.
18 апреля 2015 года прошёл первый питчинг игровых проектов Teamwriting Insight, организованный компанией Teamwriting. В мероприятии приняло участие более 30 представителей российских продюсерских компаний. Второй питчинг Teamwriting Insight состоялся 16 апреля 2016 года, третий — был запланирован на апрель 2017 года. Статистика продаж сценариев, презентуемых в финале питчинга, имела на 2016 год положительную динамику).

## Виды питчинга

### Сценарный
Сценарный питчинг — презентация сценариста, который хочет продать свой сценарий продюсерам.

### Продюсерский
Продюсерский питчинг — это поиски целенаправленного финансового партнёрства до стадии производства.

## Цель проведения питчинга

### Для режиссёра
Цель сценариста или режиссёра — воплотить свою идею в реальность в виде фильма. И показать готовую работу как можно большему числу зрителей.

### Для продюсера
В качестве продюсера на питчинге могут быть инвесторы, байеры, сейлз-агенты, кинодистрибьюторы, представители фестивалей.
Один из важнейших аспектов кинопроизводства, являющегося разновидностью коммерции — возможность получения прибыли и размеры вложенных средств.
Режиссёру необходимо найти такие частные фирмы или государственные структуры, которые были бы заинтересованы в данных инвестициях. Продюсер часто сам выбирает или заказывает сценарий, приглашает режиссёра, участвует в подборе актёров (кастинге).
Во время презентации проектов продюсер отвечает для себя на ряд вопросов:
1. Возможно ли успешно продать концепцию этого проекта?;
2. Подходит ли эта история для какого-то конкретного рынка?;
3. Нравится ли мне история настолько, что я потрачу два года своей жизни на производство фильма? (если речь идёт о полном метре);
4. Могу ли я чётко объяснить, почему верю, что этот проект принесёт прибыль?;
5. Способен ли этот проект привлечь хороших актёров и дополнительные источники финансирования?;
6. Не испортит ли этот проект мою репутацию?;

Задача режиссёра — ответить на эти вопросы продюсера в ходе своего выступления.

## Этапы питчинга

Сценарий — основа подготовки к питчингу

Прежде чем приступить к питчингу, автор должен спросить себя — точно ли он хочет снимать этот фильм и для какого зрителя он это делает. Наиболее частой ошибкой режиссёров на защите является пересказ сценария. Важно интересно и кратко рассказать историю через тему и персонажей. Хорошая презентация представляет собой подобие захватывающего трейлера, только с развязкой, после просмотра которого захочется посмотреть весь фильм целиком.
- Перед участием в питчинге следует подготовить литературный сценарий, логлайн, синопсис, список персонажей, список локаций.
- Затем выбрать подходящий по направлению питчинг. Ознакомиться со списком жюри, понять их пристрастия, манеру общения, любимые жанры, чтобы быть готовым к их вопросам.
- Провести мозговой штурм, высказав возможные варианты выступления на питчинге.
- Подготовить и отрепетировать речь, как ораторы конференции Ted. Использовать человеческие фразы и обороты, употребляемые в устной речи, чтобы слушателям было проще воспринимать услышанное.
- Придумать шутки или импровизацию, как на стендапе. Чтобы расположить к себе слушателей, создать о себе хорошее впечатление.
- Подготовить слайд-шоу, выбрать крупный контрастный шрифт, чтобы даже зрители с плохим зрением при ярком солнце из окна увидели текст на экране. Все слайды оформляйте в одном фирменном стиле. Используйте минимум текста. Потому что неудобно одновременно слушать одно и читать другое. А повторять много одинакового текста не имеет смысла.
- Провести несколько репетиций в спокойном темпе. Засечь время. Рассчитать так, чтобы в запасе оставалось 30 секунд на непредвиденные обстоятельства.
- Подготовить визитки и раздаточный материал с информацией о проекте, себе и контактами.
- Посмотреть отечественные и иностранные фильмы в этом же жанре. Понять их плюсы и минусы, чем обоснован их успех у зрителей и в прокате.
- Подготовиться к возможным вопросам.
- Принять участие в подготовительном тренинге питчинга.
- Хорошо одеться соответственно месту.
- Заранее прийти, посмотреть место, освоиться, проверить презентацию[16].

### Выступление

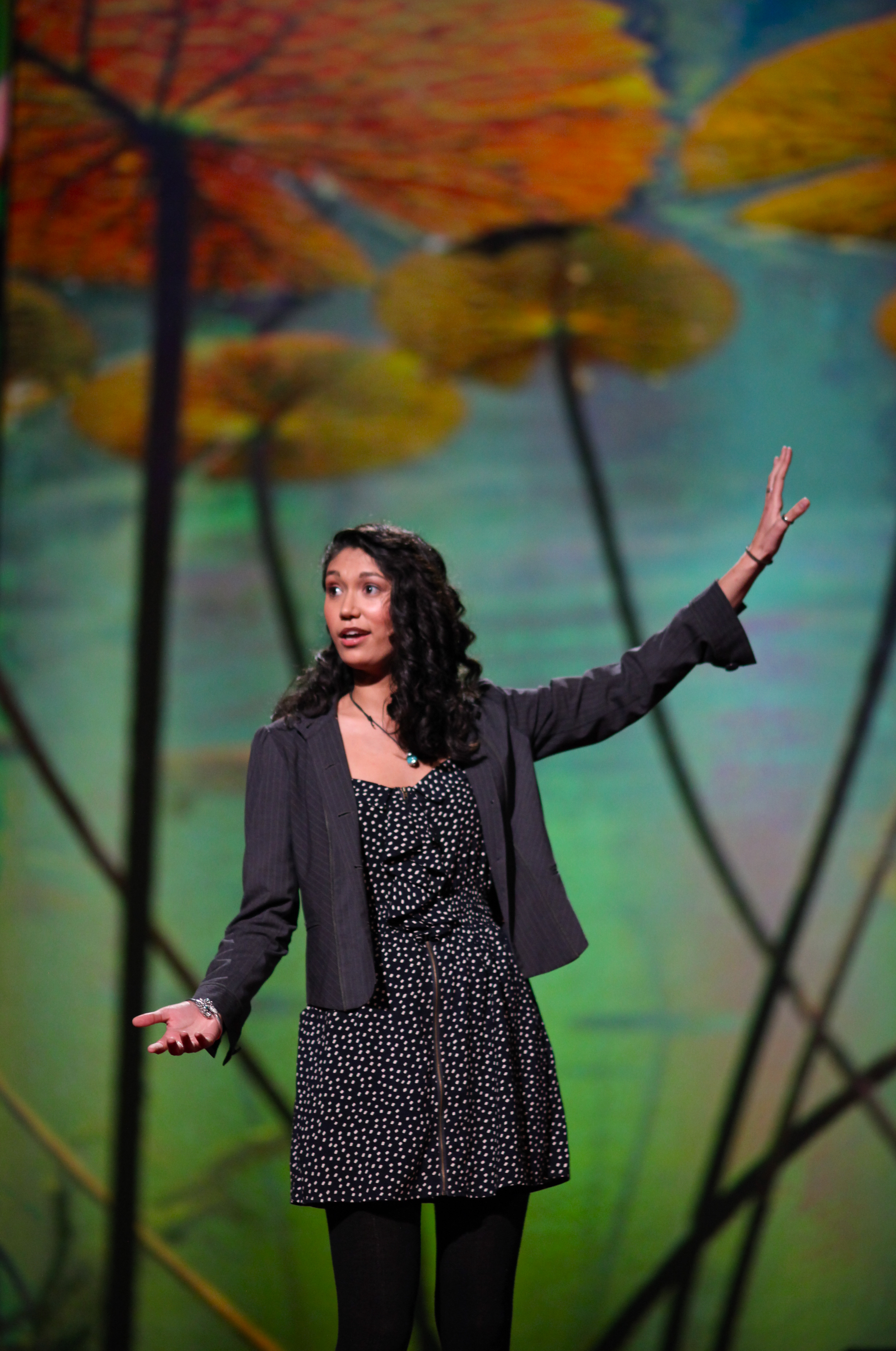
Выступление поэта Сары Кей на конференции TED. Пример плодотворной подготовки

Обычно выступление длится 3-10 минут. Продюсерами запоминается чёткая речь, которая при этом наполнена положительными эмоциями, в меру ярким содержанием с необычной презентацией. Надо сосредоточиться на всех плюсах проекта, которые определяют стиль, выгодно отличают идею от других. И которыми можно гордиться. Ваше выступление должно дать жюри ответы на вопросы что, как и зачем? Смысл должен передаваться доходчиво и образно, кратко и понятно, а не скороговоркой или монотонно. Речь необходимо выучить заранее, выступать перед аудиторией стоя, без подглядывания в шпаргалки и листы. Не быть голословным в своём рассказе и ответах. Покажите, что в первую очередь вы хотите донести свою идею до зрителя, а уже потом думаете о заработанных деньгах. Продемонстрируйте, что вы адекватны и знаете чего хотите.

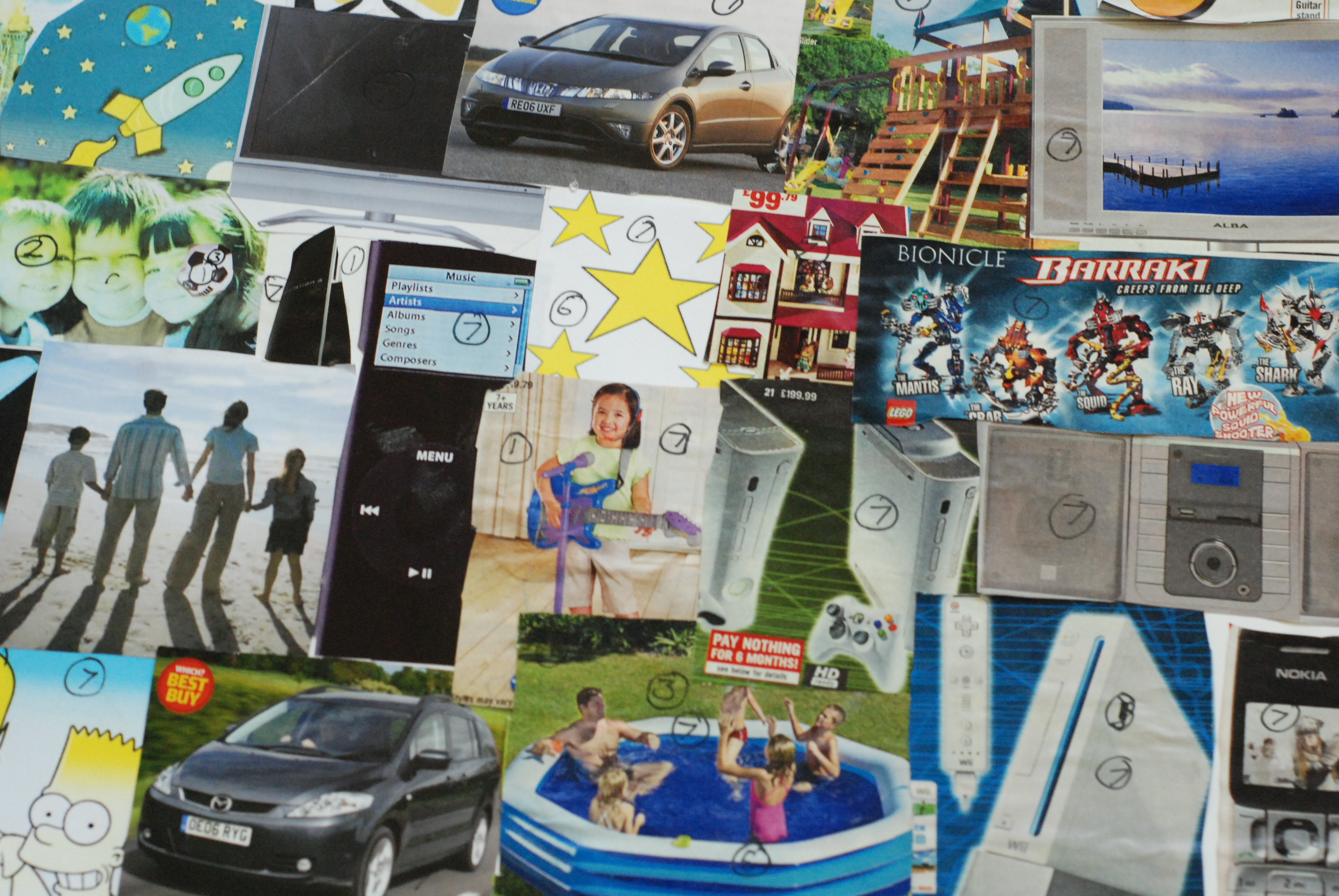
Мудборд, передающий замысел автора

Выступление имеет следующую структуру:
- Приветствие
- Название проекта
- Представление тех, кто вышел на сцену. Продюсер, сценарист, режиссёр, актёры, герои документального фильма
- Причина и цель участия в данном питчинге
- Демонстрация трейлера или сизла (30-60 секунд)
- Рассказ о проекте, сопровождающийся слайд-шоу (2-5 минут).
  - Логлайн
  - Жанр и настроение, мир и правила игры
  - Персонажи
  - Завязка
  - Второй акт
  - Знаковые сцены
  - Потрясение
  - Развязка
- Дополнительная информация о проекте (1-5 минут)
  - Хронометраж
  - Актёрский состав (Дримкаст)
  - Творческая группа (Режиссёр, оператор)
  - Мудборд[англ.]
  - Бюджет (производство, маркетинг)
  - Стадия реализации проекта
  - Сроки реализации (подготовительный период, съёмки, постпродакшн, релиз)
  - Сезонность проекта
  - Локации
  - Идеи костюмов
  - Целевая группа
  - Ссылки, референсы (на фильмы того же жанра)
  - Партнёры, ожидаемый дистрибьютор, кинопрокатчик
  - Потенциальные фестивали
  - Потенциальные телевизионные каналы для будущих показов
  - Ожидаемое количество кинотеатров
  - Рынки сбыта
  - Потенциальные сборы фильма (кинотеатры, ТВ-сборы, VOD)
  - Собственные контакты (электронная почта, номер телефона)
- Ответы на вопросы (дополнительное время)

При ответах на вопросы держите себя в руках. Защищая свою идею, отвечайте на вопросы и высказанные сомнения достойно, не переходя на личности. Будьте готовы рассказать об ожидаемых трудностях, что уже реализовано в проекте и что ещё требуется сделать.
В результате выступления продюсер может предложить сценаристу или команде внести изменения в сюжет, формат или жанр. Или принять участие в другом проекте. Принимайте критику с благодарностью, старайтесь взглянуть на проект со стороны. Люди, которые высказываются и задают вопросы, стараются сделать проект лучше вместе с вами.

## Крупнейшие питчинги
- ATF Chinese Pitch

- Фонд Кино проводит масштабный питчинг в России.

## Критика

### Преимущества
- Свежий взгляд на проект со стороны с анализом драматургии, восприятием аудитории
- Атмосфера единомышленников
- Предложения о партнёрстве

### Недостатки
- Ограниченное количество питчингов в России
- Субъективность жюри

## Альтернативы
- Краудфандинг — поиск добровольных пожертвований
- Patreon — платформа, с помощью которой авторы могут распространять свои творения по платной подписке или предоставлять дополнительный эксклюзивный контент для своих подписчиков.
- Независимый кинематограф — профессиональные художественные фильмы, которые производятся в значительной или полной мере вне системы основных киностудий.